# Іванов Сергій Петрович
Сергі́й Петрович Івано́в (22 травня 1951, Київ — 15 січня 2000, Київ) — радянський і український кіноактор, член Національної спілки кінематографістів України. Заслужений артист України (1992). Народний артист України (1998).

## Біографія
Народився 22 травня 1951 у Києві в сім'ї науковців і митців. Його батько — український поет і філолог Іванов Петро Федорович (1921—1997), мати — Іванова (Жовтобрюх) Жанетта Михайлівна (1928—1993) була вченим-хіміком, дідусь  — Жовтобрюх Михайло Андрійович був українським мовознавцем, сестра, що народилася на 13 років пізніше за Сергія,Леся Піша (Іванова) стала художницею.
Після закінчення київської 92-ї школи імені Івана Франка (в якій його бабуся Марія Іванівна Жовтобрюх викладала математику), вступив до Театрального інституту імені Карпенка-Карого. Був пластичний і чудово декламував вірші.
Кінорежисери примітили талановитого актора на третьому курсі, і до кінця навчання за його плечима було вже кілька ролей. У 1972 році закінчив інститут, і був запрошений Леонідом Биковим в картину «В бій ідуть лише старі». А сталося це так. Биков зустрів Іванова на прохідній кіностудії і запропонував почитати сценарій. «Я уже прочитав, — відповів актор. — Буду грати». «Кого?» — здивувався Биков. «Кузнєчика!!!» Биков жартував потім, що взяв Іванова на цю роль через його молодечу зухвалість.
Режисер Леонід Биков зізнавався, що фільм про небо і льотчиків — його дитяча мрія. І льотчик на прізвисько «Кузнєчик» — це він сам у молодості. Іванов блискуче зіграв довірену йому роль. Цей фільм зробив молодого актора знаменитим на всю країну.
Ставши з 1972 року актором Київської кіностудії імені Олександра Довженка, Сергій Іванов дуже багато знімався в кіно саме в 70-ті: музична комедія «Ар-хі-ме-ди!», телесеріал «Народжена революцією» (роль Афіногена Полюгаєва), комедія «Дачна поїздка сержанта Цибулі», героїчна драма «Ати-бати, йшли солдати…» та багато інших.
Його герої, як правило, — чарівні молоді люди з наносною серйозністю, які все ще залишаються дітьми. Однією з найкращих робіт актора стала роль Ларіосика у драмі Володимира Басова «Дні Турбіних», знятій за творами Михайла Булгакова.
З розпадом СРСР розвалилися республіканські кіностудії. У Києві практично ніхто не знімався, актори спивалися, емігрували, вмирали… Сергій Іванов спочатку теж зневірився, але потім зібрався і вирішив діяти — у 1991 році сам поставив фільм «Медовий місяць», організував і очолив студію «Панорама», став біля витоків кінофестивалю «Молодість». Вів на телебаченні цикл передач «Наші за кордоном». Пробував писати вірші.
У кінці 90-х Іванов започаткував на телебаченні новий проект — серіал про замки Західної України, але встиг зняти тільки першу серію.
Сергій Іванов був терміново госпіталізований, коли йому стало зле, а згодом лікарі повідомили рідним: «Здало серце, інфаркт».

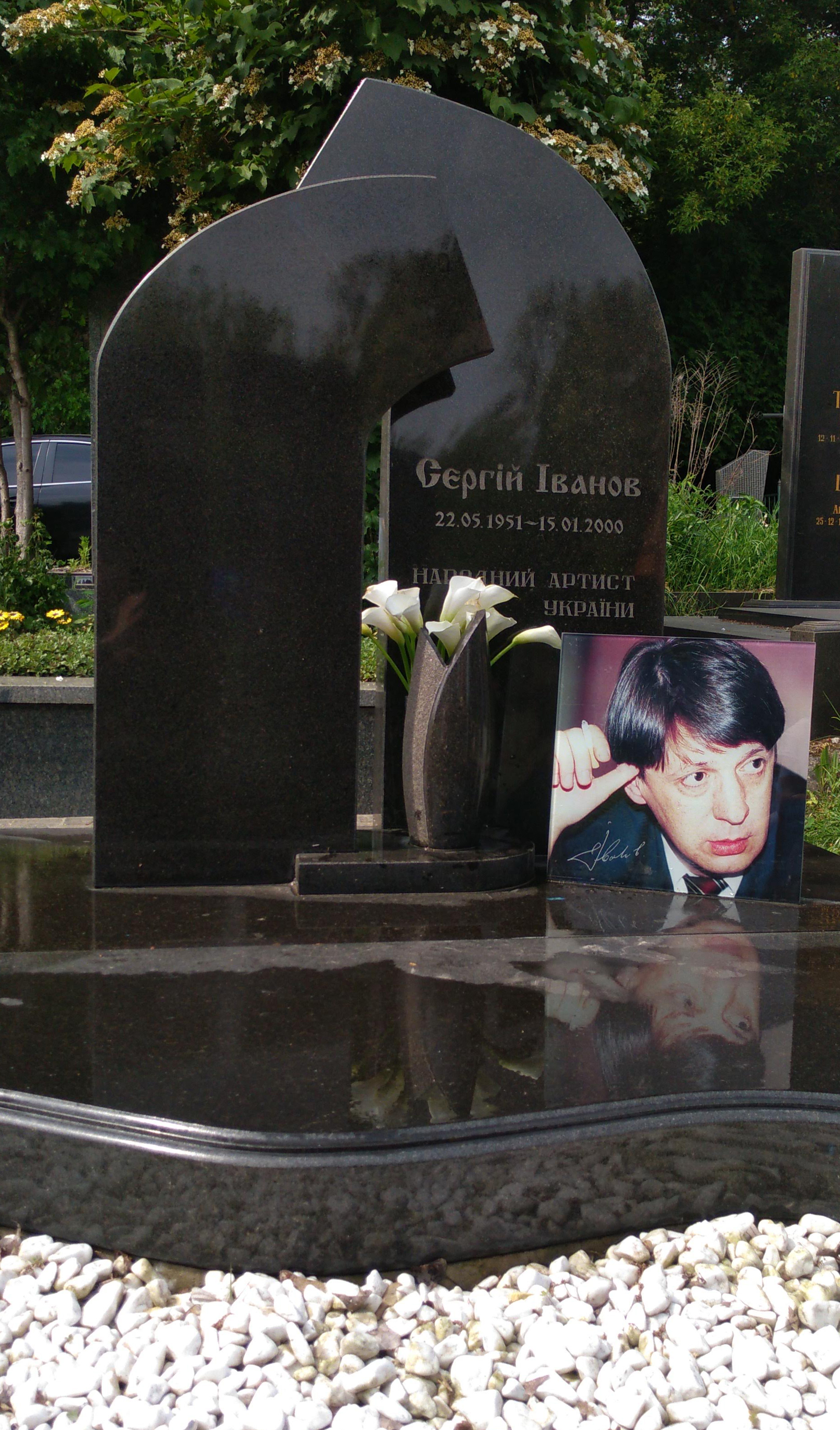
Могила Сергія Іванова

Помер 15 січня 2000 року в Києві. Похований 17 січня на Байковому кладовищі (ділянка № 49А).

## Фільмографія
Знявся у фільмах:
- «Вулиця тринадцяти тополь» (1969)
- «Родина Коцюбинських» (1970, Павло Тичина)
- «Блакитне і зелене» (1970, к/м, Митя)
- «Зозуля з дипломом» (1971, Свічка)
- «Всього три тижні...» (1971)
- «Випадкова адреса» (1972, інспектор)
- «Довіра» (1972, Саша)
- «Ефект Ромашкіна» (1973, Сергій)
- «Як гартувалась сталь» (1973, Серьожа Брузжак)
- «В бій ідуть лише „старі“» (1973, «Кузнєчик»)
- «Дума про Ковпака» (1973, партизан)
- «Ти плюс я — весна» (1974, муз. фільм; Укртелефільм)
- «Марина» (1974)
- «Народжена революцією» (1974—1976, Афіноген)
- «Не віддавай королеву» (1975, Кошич)
- «Це було в Міжгір'ї» (1975, Петя)
- «Ральфе, здрастуй!» (1975, т/ф)
- «Ар-хі-ме-ди!» (1975, Мєтьолкін)
- «Розповідь про просту річ» (1975)
- «Хвилі Чорного моря» (1975, «Катакомби»)
- «Тривожний місяць вересень» (1976, Амбросименко)
- «Ати-бати, йшли солдати…» (1976, Лавкін)
- «Дні Турбіних» (1976, Ларіосик)
- «Сімдесят два градуси нижче нуля» (1976, Льошка)
- «Перед екзаменом» (1977, юнак)
- «Три веселі зміни» (1977, лікар)
- «Хомут для Маркіза» (1977)
- «Нісенітниця» (1977)
- «Агент секретної служби» (1978)
- «Алмазна стежка» (1978)
- «Загін особливого призначення» (1978, Мудряков)
- «Весільний вінок, або Одіссея Іванка» (1979, муз. фільм)
- «Дачна поїздка сержанта Цибулі» (1979, Цибуля)
- «Пані Марія» (1979, Станіслав Адамович)
- «Суєта суєт» (1979, Василь)
- «Сімейне коло» (1980, син)
- «Депутатська година» (1980)
- «Ранок за вечір мудріший» (1981, Юрко Доценко)
- «Особливо важливе завдання» (1980, Гонцов)
- «Будемо чекати, повертайся» (1981)
- «Куди він дінеться!» (1981)
- «Якщо ворог не здається...» (1982)
- «Ніжність до ревучого звіра» (1982)
- «Польоти уві сні та наяву» (1982)
- «Усмішки Нечипорівки» (1982)
- «Таємниці святого Юра» (1982, Єгор)
- «Справа для справжніх чоловіків» (1983)
- «Звинувачення» (1984)
- «Батальйони просять вогню» (1985)
- «Стрибок» (1985, Коля)
- «Без сина не приходь!» (1986)
- «Поруч з вами» (1986)
- «Капітан „Пілігрима“» (1986)
- «Випадок з газетної практики» (1987)
- «Дама з папугою» (1988)
- «Чаша терпіння» (1989, Дубоносов-мол.)
- «Світла особистість» (1989)
- «Медовий місяць» (1991, також — режисер)
- «І чорт з нами» (1991)
- «Дві Юлії» (1998) та ін.

## Нагороди
- Заслужений артист України (1992).
- Народний артист України (1998).
- Нагороджений Почесною Грамотою Президії Верховної Ради Білорусі.

## Громадська робота
Був президентом Молодіжного інтернаціонального клубу мистецтв(МІКІ) «Панорама»(1989)

## Вшанування
- 2001 року за поданням МДФ "Українська хата(Рудаков М.І.) «Укрпоштою» (Видавництво "Марка України") випущений поштовий конверт з маркою, зі зображенням кіноактора[a][3].

## Виноски
1. ↑  Видавництво «Марка України»